# George Hope (cầu thủ bóng đá, sinh 1954)
George Hope (sinh ngày 4 tháng 3 năm 1954 ở Haltwhistle, Northumberland, Anh), là một cầu thủ bóng đá người Anh từng thi đấu ở vị trí tiền đạo tại Football League.